# Тусклая зарничка
Тусклая зарничка, или пеночка тусклая, (лат. Phylloscopus humei) — певчая птица из семейства пеночковых (Phylloscopidae). Видовое латинское название дано в честь английского орнитолога Аллана Октавиана Юма (1829—1912).

## Систематика
В настоящее время в Западной Европе таксон преимущественно рассматривают в качестве самостоятельного вида. В отечественной систематике его считают подвидом пеночки-зарнички.

## Ареал
Гнездовой ареал занимает: Салаирский кряж, Кузнецкий Алатау, Восточный и Западный Саян, Алтай, Танну-Ола, Монгольский и Гобийский Алтай, Хангай, Саур, Тарбагатай, Джунгарский Алатау, Кетмень, Борохоро, Тянь-Шань, Алайскую систему, Западный Памир, Западную часть Куньлуня, Гиндукуш, Афганский Бадахшан, западные Гималаи.
Места зимовки вида располагаются от подножий Гиндукуша на севере, вдоль южного подножия Гималаев до границы Бутана и далее по территории Бангладеш на востоке.
На юге — до центральных частей полуострова Индостан в области 16 параллели.
Залётных птиц во время миграций в Европе начали отмечать с 1960-х годов. До 1992 года их встречали не ежегодно и всего на территории четырёх стран. Начиная с 1992 года птиц регистрируют ежегодно. На 2013 года их отметили в 19 европейских странах, а также на Фарерских островах. Наиболее часто встреч отмечено в странах, окружающих Балтийское и Северное моря: Великобритания, Швеция, Финляндия, Нидерланды, Норвегия и др. Для стран Южной, Центральной и Восточной Европы в основном известны немногочисленные либо единичные находки птиц (Испания, Италия, Швейцария, Венгрия, Польша, Украина). Большинство встреч с птицами пришлось на октябрь и ноябрь, гораздо меньше их было отмечено в декабре и январе. В остальные месяцы, кроме летних, птиц встречали не более 6 раз.

## Описание

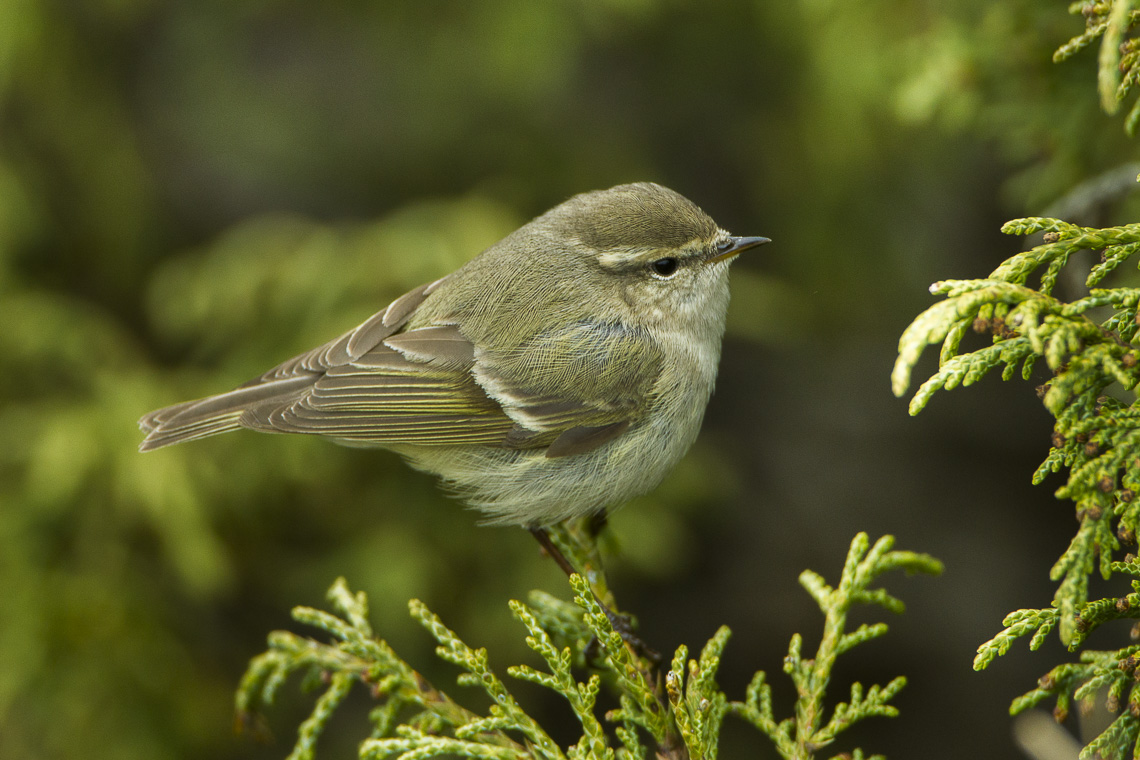

Весьма похожа на пеночку-зарничку, но несколько крупнее неё и гораздо более тускло окрашена. Верхняя сторона тела серовато-зеленоватого цвета, светлая надглазничная полоска, идущая далеко вперёд и соединяющаяся на лбу перед глазами, более охристая и менее белёсая, чем у пеночки-зарнички. Маховые перья не чёрного, а серого цвета. Третьестепенные маховые, в отличие от пеночки-зарнички, не имеют светлых окончаний, которые образуют светлую полосу. Крыловая полоска у тусклой зарнички образуется средними кроющими крыла, она короче и намного менее выраженная, чем у пеночки-зарнички, так как вершины данных перьев обладают светлыми серо-зелеными или желтовато-зелеными окончаниями.

## Биология
В местах своего обитания это обычная, местами многочисленная гнездящаяся перелётная птица. Обитает в горных еловых лесах с опушками, светлых лиственничных лесах, кустарниковых зарослях в горной тундре, в зарослях стелющейся арчи на альпийских лугах, лиственных (береза, ива) лесах на высотах 1450—2300 м над уровнем моря на Алтае, 1500-3200 м над уровнем моря на Тянь-Шане, и 2000—2500 м над уровнем моря в Таласском Алатау. Во время пролёта может встречаться в лесах, садах, лесополосах, рощах, зарослях кустарников, тростниковых зарослях и в высокотравье. В местах гнездования первые птицы появляются в середине апреля — начале мая. Но, большинство птиц прилетает в мае, последние — в конце мая — начале июня.
Гнездятся отдельными парами. Расстояние между соседними гнездами составляет 15-50 м. Гнездо сооружается обычно на земле под травянистой растительностью, кустами, пнями или камнями, среди мха, корней деревьев, на кочках на высоте 20-25 см от земли, или даже в дуплах пней. Гнездо строит только самка на протяжении 4-8 дней из сухой травы с добавлением мха, лоток выстилается травой и небольшим количеством волоса. В кладке обычно в 4-7 яиц. Откладывание яиц происходит в конце мая — середине июля. Кладка насиживается 11-14 дней только самкой. Выкармливают птенцов оба родителя. Птенцы оперяются на 11-15 день (в конце июня — конце июля). Обычно один выводок за лето, но в годы с ранней весной могут иметь место и два выводка за сезон. Отмечено обычно повторное гнездование в случаях утери первой кладки.
Осенний перелёт обычно начинается в августе, но основная масса птиц улетает в сентябре, а последние — в середине-конце октября, иногда одиночки задерживаются до середины — ноября.